# Madhu-Road-Nationalpark
Der Madhu-Road-Nationalpark ist ein Nationalpark im Norden Sri Lankas, etwa 25 km östlich von Mannar.

## Geschichte
Das Gebiet der Madhu Road wurde am 28. Juni 1968 gemäß der Fauna- und Flora-Schutzverordnung (Nr. 2) von 1937 als Schutzgebiet ausgewiesen. Das Schutzgebiet hatte eine Fläche von 26.677 ha (65.920 acres).
Nach dem Ende des sri-lankischen Bürgerkriegs kündigte die Regierung Pläne an, verschiedene Schutzgebiete in der Nordprovinz in Nationalparks umzuwandeln. Das Schutzgebiet war Gegenstand illegaler Sandabbauarbeiten, Baumfällungen und ungeplanter Entwicklung durch die Regierung. Eine von der Regierung mit Unterstützung des Entwicklungsprogramms der Vereinten Nationen und des Umweltprogramms der Vereinten Nationen erstellte und im Oktober 2014 veröffentlichte integrierte strategische Umweltbewertung der Nordprovinz empfahl, das Heiligtum der Madhu Road, mit Ausnahme der entwickelten Gebiete, und die umliegenden staatlichen Wälder zu einem Nationalpark auszubauen. Die Empfehlung sieht vor, dass die Fläche des Heiligtums von 26.677 ha (65.920 Morgen) auf 63.067 ha (155.843 Morgen) durch die Aufnahme von Staatswäldern in der Nähe wächst. Das Heiligtum Unserer Lieben Frau vom Rosenkranz in Madhu würde sich im Nationalpark befinden.
Im Mai 2015 kündigte die Regierung an, dass Madhu Road zusammen mit dem Chundikkulam-Nationalpark, dem Delft-Nationalpark und dem Meeres-Nationalpark Adamsbrücke zu Nationalparks erklärt werden soll. Das Madhu Road Sanctuary wurde am 22. Juni 2015 zu einem Nationalpark mit einer Fläche von 631 km².

## Flora und Fauna
In der Madhu Road gibt es zahlreiche Vogelarten, darunter:
- Alexandersittich
- Andamanen-Grüntaube
- Asiatischer Paradiesschnäpper
- Bajaweber
- Bindengrüntaube
- Blauer Pfau
- Brahmanenmilan
- Bronzefruchttaube
- Ceylon-Grautoko
- Ceylonhuhn
- Dajaldrossel
- Felsentaube
- Flaggendrongo
- Garteniora
- Gelbschnabeldrossling
- Glanzkrähe
- Gleitaar
- Graukappen-Glanztaube
- Grauscheitellerche
- Halsbandsittich
- Haussperling
- Heckenkuckuck
- Hinduracke
- Hirtenmaina
- Indischer Koel
- Jerdonlerche
- Blauringkuckuck
- Königsdrongo
- Malabarhornvogel
- Muskatamadine
- Orangespecht
- Perlhalstaube
- Rötelschwalbe
- Rotlappenkiebitz
- Rotsteißbülbül
- Schikrasperber
- Schopfwespenbussard
- Smaragdspint
- Spitzschwanz-Bronzemännchen
- Weißbauch-Seeadler
- Weißstirn-Fächerschwanz
- Zistensänger
- Zwergmennigvogel

Zu den Säugetieren, die im Park zu finden sind, gehören unter anderem:
- Asiatischer Elefant
- Axishirsch
- Bären
- Ceylon-Hutaffe
- Goldschakal
- Hirschferkel
- Indische Languren
- Indische Rotmanguste
- Indischer Mungo
- Indisches Palmenhörnchen
- Leopard
- Muntjaks
- Schwarznackenhase
- Sri-Lanka-Riesenhörnchen
- Wasserbüffel
- Weißbartlangur
- Wildschwein[4]